# Misa Rodríguez
María Rodríguez, communément appelée Mísa, née le 22 juillet 1999 à Las Palmas en Espagne, est une footballeuse internationale espagnole. Elle évolue actuellement au Real Madrid au poste de gardienne de but.

## Biographie
Mísa commence le football à l'âge de cinq ans. À dix ans, on lui diagnostique une tachycardie. Elle est opérée à treize ans et peut finalement continuer à pratiquer le sport. Fan de la gardienne américaine Hope Solo, elle joue pourtant au poste d'attaquante jusqu'à ses douze ans, où elle est repositionnée dans les buts. Elle joue avec le CD Femarguín jusqu'à ses 18 ans.

### En club
Alors qu'elle est fan du Real Madrid depuis toute petite, Misa s'engage d'abord avec les rivales de l'Atlético de Madrid. Bien qu'elle y soit cantonnée à un rôle de doublure, elle remporte trois titres de championne d'Espagne avec les Colchoneras, de 2017 à 2019. Elle dispute son premier match en 2019 en Coupe de la Reine face à Malaga.
Après un bref passage au Deportivo La Corogne où elle gagne un peu de temps de jeu, elle rejoint le Real Madrid en 2020, lorsque le club crée sa section féminine. Sa clause libératoire serait de 25 millions d'euros. Avec les Merengues, elle est titulaire. Elle remporte le trophée Zamora de meilleure gardienne du championnat en 2021 et dispute ses premiers matches de Ligue des champions lors de la saison 2021-2022.

### En sélection
Misa remporte l'Euro U19 avec l'Espagne en 2017, puis atteint la finale de la Coupe du monde U20 en France l'année suivante.
Avec l'Espagne, elle dispute l'Euro 2022.
En 2023, elle disputera la Coupe du monde, que la sélection espagnole remportera face à l'Angleterre, 1 à 0 et ainsi sera le premier sacre mondial pour l'Espagne.

## Palmarès

### En club
Atlético Madrid
- Primera Division (3) :
  - Vainqueure en 2016-2017, 2017-2018 et 2018-2019

 Real Madrid
- Primera Division (0) :
  - Deuxième en 2020-2021
- Coupe de la Reine (0) :
  - Finaliste en 2018 et 2019

### En sélection
Espagne -19 ans
- Euro U19 (1) :
  - Vainqueure en 2017

 Espagne -20 ans
- Coupe du monde U20 (0) :
  - Finaliste en 2018

 Espagne
- Coupe du monde (1) :
  - Vainqueure en 2023